# Хардин (Монтана)
Хардин (енгл. Hardin) град је у америчкој савезној држави Монтана.

## Демографија
По попису из 2010. године број становника је 3.505, што је 121 (3,6%) становника више него 2000. године.
| Група             | 2000.         | 2010.         |
| Белци             | 2.019 (59,7%) | 1.660 (47,4%) |
| Афроамериканци    | 4 (0,1%)      | 26 (0,7%)     |
| Азијати           | 12 (0,4%)     | 43 (1,2%)     |
| Хиспаноамериканци | 187 (5,5%)    | 248 (7,1%)    |
| Укупно            | 3.384         | 3.505         |